# Platyplectrum
Platyplectrum (vroeger: Opisthodon) is een geslacht van kikkers uit de familie Limnodynastidae. De groep werd voor het eerst wetenschappelijk beschreven door Franz Steindachner in 1867. Later werd abusievelijk de wetenschappelijke naam Platyplectron gebruikt.
Er zijn twee soorten die endemisch zijn in Australië. De soorten komen voor in het noordelijke, het westelijke en het centrale deel van het land. Beide soorten leven in zanderige streken in de buurt van beekjes. Ze begraven zich overdag om 's nachts te foerageren op kleine ongewervelden.

## Soorten
Geslacht Platyplectrum
- Soort Platyplectrum ornatum
- Soort Platyplectrum spenceri

Adelotus · 
Heleioporus · 
Lechriodus · 
Limnodynastes · 
Neobatrachus · 
Notaden · 
Philoria · 
Platyplectrum